# Glas Lindberg
Glas Lindberg Aktiebolag, av företaget skrivet GlasLindberg Aktiebolag, är ett svenskt företag som bedriver försäljnings- och entreprenadverksamhet av egentillverkade fasadprodukter, såsom dörrar, fönster, fasader och tak i glas och metall.
Företagets huvudkontor ligger i Malmö. Förutom där bedrivs även försäljnings- och entreprenadverksamhet i Strömsnäsbruk, Örebro och Örnsköldsvik. All produktion sker i fabriken i Strömsnäsbruk där det finns 52 anställda.

## Historik
Företaget har sitt ursprung i spegelglasföretaget R.F. Cleve AB som grundades 1870. R.F. Cleve etablerade en filial i Malmö år 1904 med firmanamnet R.F. Cleves Filial. Glas Lindberg utvecklades ur denna Malmöfilial och företaget kom att betrakta 1904 som sitt grundandeår. Erik Lindberg hade anställts av R.F. Cleve år 1906 och blev disponent för Malmöfilialen 1910 samt från 1923 vd när Malmöfilialen blev ett eget bolag. År 1933 tog Lindberg över verksamheten och namnet ändrades till Glasaktiebolaget Erik Lindberg.
Efter att Lindberg avlidit 1939 blev Gunnar Sveger (1905-1972) vd och från 1943 ägare.
År 1978 förvärvades metallfasadföretaget Alufa (tidigare Aluminiumfasader AB) med fabrik i Strömsnäsbruk från Gränges Aluminium.
År 1993 fusionerades dotterbolaget Glas Lindberg Bygglas med Pilkingtons Floatex Glas. Glas Lindberg sålde sina aktier i Floatex Glas år 1998.